# جیمز السن (بازیگر)
جیمز السن (به انگلیسی: James Olson) (زاده ۸ اکتبر ۱۹۳۰- ۲۰۲۲) بازیگرآمریکایی است.
از فیلم‌های معروف او می‌توان به بازی در فیلم کماندو و جاذبه آندرومدا اشاره کرد.